# 京都市立紫明小学校
京都市立紫明小学校（きょうとしりつしめいしょうがっこう）は、京都府京都市北区に位置する京都市の公立小学校である。

## 概要
京都市北区にある市立小学校の一校である。
校名の「紫明」は頼山陽の「山紫水明」にちなむとされ、1941年（昭和16年）の第二室町校からの改称にあたり当時の校長（迫田周吾第2代校長）により命名された。なお、近隣の新町通紫明に京都府師範学校（京都教育大学の前身）の同窓会館として設置された「紫明会館」の名称は、懸賞による千数百の応募の中から1932年（昭和7年）に命名されている。

## 沿革
- 1926年（大正15年）8月 - 当校の建設が上京第2学区の学区会で決定[3]
- 1928年（昭和3年）4月 - 第二室町校として創立。室町校（現 京都市立室町小学校）の一部を使用[3]
- 1929年（昭和4年）9月 - 南校舎落成に伴い室町校より移転（1 - 5年生 517名）[6]
- 1930年（昭和5年）10月 - 開校式挙行（10月9日を創立記念日とする）[6][7]・校章制定[3]
- 1932年（昭和7年）1月 - 校歌制定[6]
- 1936年（昭和11年）9月 - 当校より第三室町校（現 京都市立元町小学校）へ 1 - 4年生 276名分離[3]
- 1941年（昭和16年）4月 - 国民学校令により京都市紫明国民学校と改称[3] 校章・校歌改訂[6]
- 1947年（昭和22年）
  - 4月 - 学制改革により京都市立紫明小学校と改称[3]
  - 9月 - 紫明育友会創立[6]
- 1955年（昭和30年）4月 - 下内河原町・松ノ下町・西大野町編入[6]

## 通学区域
通学区域は紫明学区の区域に出雲路松ノ下町の紫明通以北、小山下内河原町の全部と、小山西大野町の一部を加えたものである。
- 出雲路松ノ下町 - 紫明通（疏水跡道路）以北
- 上御霊上江町
- 上清蔵口町
- 鞍馬口町
- 小山上総町
- 小山北大野町（43 - 52番地・58 - 60番地・62 - 68番地）
- 小山北上総町
- 小山下板倉町
- 小山下内河原町
- 小山下初音町（35 - 63番地）
- 小山下花ノ木町
- 小山下総町
- 小山町
- 小山中溝町
- 小山西大野町
- 小山西上総町
- 小山西花池町
- 小山東大野町
- 小山東花池町
- 小山堀池町
- 小山南大野町
- 小山南上総町
- 上善寺門前町
- 新御霊口町
- 長乗西町
- 長乗東町
- 天寧寺門前町

## 卒業後の進路
卒業後は基本的に京都市立加茂川中学校に進学する。

## 紫明学区
紫明学区（しめいがっく）は、京都市の学区（元学区）のひとつ。京都市北区に位置する。紫明小学校の通学区域をおおよその範囲とする、京都市の地域自治の単位となっている。
明治25年（1892年）に学区制度により室町校の通学区域を範囲とする学区として成立し、大正7年（1918年）4月1日に愛宕郡上賀茂村の一部（大字小山の全部と大字上賀茂の一部）の区域が組み入れられた上京第2学区において、昭和3年（1928年）に、後の紫明小学校となる第二室町校が、現在の室町校地に開校した。
昭和4年（1929年）に、学区名が小学校名により改称され、上京第2学区から室町学区となった。学区内には、昭和5年（1930年）に第二室町校（のちに校名を紫明に改称）が現校地で開校式を挙行し、昭和11年（1936年）に第三室町校（のちに校名を元町に改称）が創立された。
昭和16年（1941年）に国民学校令の施行により学区の根拠が失われ（京都市の学区そのものは昭和17年（1942年）に廃止）、昭和16年6月に国民学校の通学区域を単位とする町内会連合会が発足。第二室町小から改称した紫明国民学校の通学区域を単位として紫明町内会連合会が設置され、戦後のポツダム政令による解体ののち、住民自治の単位である現在の紫明学区となり、現在も地域自治の単位として用いられている。
紫明学区は昭和30年（1955年）9月、上京区から分区して成立した北区に位置することになった。

### 地理
紫明学区は、京都市北区の南部に位置し、北側が元町学区、東側が出雲路学区、南側が上京区の室町学区、西側が紫野学区と接する。区域は、単独町名と小山を冠する町名の一部から構成される。面積は0.628 平方キロメートルである。

### 人口・世帯数
京都市内では、おおむね元学区を単位として国勢統計区が設定されており、紫明学区の区域に設定されている国勢統計区（北区第11国勢統計区）における令和2年（2020年）10月の人口・世帯数は6,095人、3,179世帯である。

### 紫明学区の町名
紫明学区に含まれる公称町は以下のとおり。なお紫明学区には、1918年（大正7年）に京都市に編入された上賀茂村大字小山にちなみ「小山」を冠する町の区域だけでなく、近世から上京の町組に属し、もとから上京第2学区に含まれていた、上京第7番組（上京第2区・上京第2組）に属した町が、紫明学区南端の鞍馬口通沿いに含まれており、これらの町には下線を付した。
- 上清蔵口町
- 鞍馬口町
- 上善寺門前町
- 天寧寺門前町
- 新御霊口町
- 上御霊上江町
- 小山町
- 長乗東町
- 長乗西町
- 小山北上総町
- 小山上総町
- 小山東花池町
- 小山西花池町
- 小山堀池町
- 小山中溝町
- 小山下総町
- 小山西上総町
- 小山南上総町
- 小山東大野町
- 小山西大野町[町 1]
- 小山北大野町[町 1]
- 小山南大野町
- 小山下花ノ木町
- 小山下板倉町
- 小山下初音町[町 1]

1. 1 2 3  町域の一部が紫明学区にあたる。

## 周辺

### 紫明学区内の主な施設
- 大谷大学
- 京都府立清明高等学校
- 京都教育大学附属京都小中学校
- キタオオジタウン
- 上善寺
- 天寧寺